# Сибила Мария фон Саксония-Мерзебург
Сибила Мария фон Саксония-Мерзебург (на немски: Sibylle Marie von Sachsen-Merseburg; * 28 октомври 1667, Мерзебург; † 9 октомври 1693, Бернщат) от рода на Албертинските Ветини, е принцеса от Саксония-Мерзебург и чрез женитба херцогиня на Вюртемберг-Оелс-Бернщат.

## Живот
Дъщеря е на херцог Кристиан I фон Саксония-Мерзебург (1615 – 1691) и съпругата му принцеса Кристиана фон Шлезвиг-Холщайн-Зондербург-Глюксбург (1634 – 1701), дъщеря на херцог Филип фон Шлезвиг-Холщайн-Зондербург-Глюксбург и София Хедвиг фон Саксония-Лауенбург.
Сибила Мария се омъжва на 27 октомври 1683 г. в Доберлуг-Кирххайн за херцог Кристиан Улрих I фон Вюртемберг-Оелс-Бернщат (1652 – 1704). Тя е втората му съпруга.
Сибила Мария умира 19 октомври 1693 г. на 25 години в Бернщат (Берутов) и е погребана в Оелс (Олешница), Силезия.

## Деца
Сибила Мария и Кристиан Улрих I имат 7 деца:
- Христина Мария (* 17 август 1685; † 24 март 1686)
- Христиан Ердман (* 24 юли 1686; † 8 юли 1689)
- Елеонора Хедвиг (* 11 юли 1687; † 25 октомври 1688)
- Улрика Ердмута (* 5 февруари 1689; † 5 септември 1690)
- Карл Фридрих II (* 7/17 февруари 1690; † 14 декември 1761), херцог на Вюртемберг-Оелс-Юлиусбург, женен на 21 април 1709 г. в Щутгарт за принцеса Сибила Шарлота Юлиана фон Вюртемберг-Вайлтинген (1690 – 1735)
- Христиан Улрих II (* 27 януари 1691; † 7 февруари 1734), херцог на Вюртемберг-Вилхелминенорт, женен на 13 юли 1711 г. за графиня Филипина Шарлота фон Редерн цу Крапиц (1691 – 1758)
- Елизабет Сибила (* 9 март 1693; † 24 февруари 1694)